# Alhassan Kamara
Alhassan A. Kamara (Freetown, 13 januari 1993) is een profvoetballer uit Sierra Leone die bij de Zweedse club BK Häcken speelt.
Kamara startte zijn carrière bij Kallon FC en sloot zich op 29 juli 2011 aan op huurbasis bij Bodens BK, dat uitkwam in de Division 1 Norra. Hij scoorde 5 goals in de eerste 5 maanden in 10 wedstrijden voor Bodens BK. De spits tekende daarna op 5 oktober 2011 een contract met AIK Fotboll.
Gedurende de eerste helft van het 2012 seizoen speelde hij 11 wedstrijden voor AIK. Na de zomer stop werd hij uitgeleend aan Örebro SK, waar hij 4 goals scoorde in 8 wedstrijden. Op 24 januari 2013 werd bekendgemaakt dat hij weer werd uitgeleend aan Örebro SK voor de rest van 2013.
Nadat seizoen besloot Örebro om hem van AIK over te nemen. Hij raakte echter geblesseerd begin van het 2014 seizoen, maar nadat hij weer was aangesloten, scoorde hij zijn eerste goal op 9 augustus tegen Mjällby AIF. Hij bleef vervolgens scoren en eindigde het seizoen met 14 goals ondanks dat hij vaak als invaller werd gebruikt. Op de laatste speeldag scoorde Kamara een hattrick tegen BK Häcken in 7 minuten tijd.

## Interlandcarrière
Op 2 juni 2012 maakte hij zijn debuut in het eerste team van Sierra Leone in de Wereldkampioenschap voetbal 2014 (kwalificatie) tegen Kaap Verdië.